# 勝沼町
勝沼町（かつぬまちょう）は、かつて山梨県東山梨郡にあった町。
日本におけるブドウ栽培とワイン醸造の発祥地であり、ブドウ生産やワイン醸造が盛んだった（勝沼ワイン）。2005年（平成17年）11月1日、塩山市・大和村と合併して甲州市が発足し、同日廃止された。

## 地理
山梨県の中央部にあり、甲府盆地の南東端部にある。東部から南部にかけては天子山地や御坂山地などの山地が連なり、山地の北西部に扇状地の平地が形成されている。平地は甲府盆地の東方の高位面となっている。国中地方と郡内地方の境に位置し、甲府盆地における東側の門戸とされている。
最低標高地点は西端部の標高330メートル地点であり、最高標高地点は標高1412メートルである。勝沼町役場の標高は約400メートルであり、勝沼ぶどう郷駅（旧・勝沼駅）の標高は約490メートルである。面積の約45%は山林であり、平坦地は約20%に過ぎない。河川の多くは東西方向に流れている。

### 地形
河川
- 日川 - 笛吹川の支流。「日川の堰堤と水制群」は土木学会選奨土木遺産。
- 髪櫛川
- 田草川
- 大滝川
- 京戸川

### 接する自治体
- 山梨市
- 塩山市
- 笛吹市（旧東八代郡一宮町）
- 東山梨郡大和村

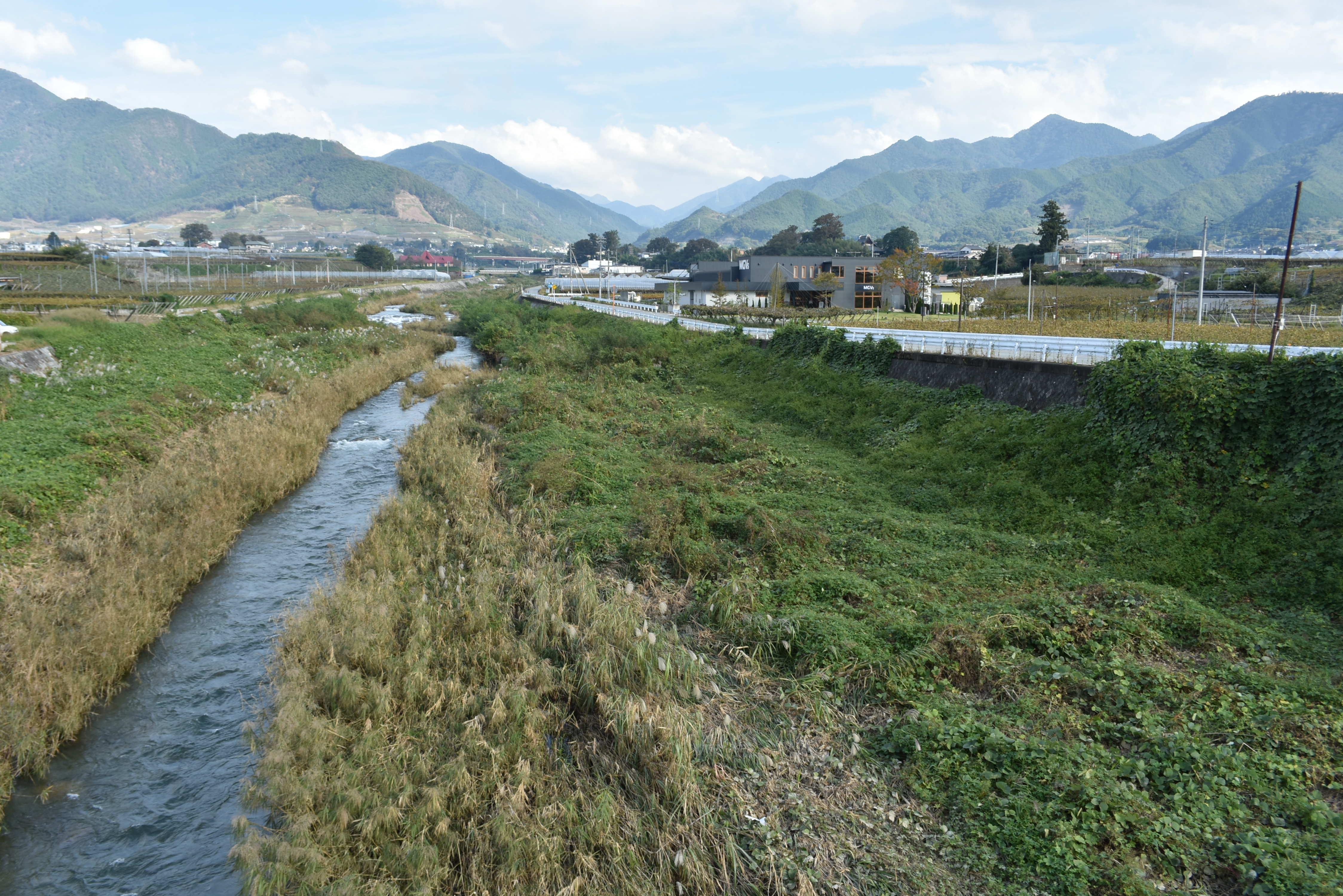
勝沼町を流れる日川

## 歴史

### 先史・古代

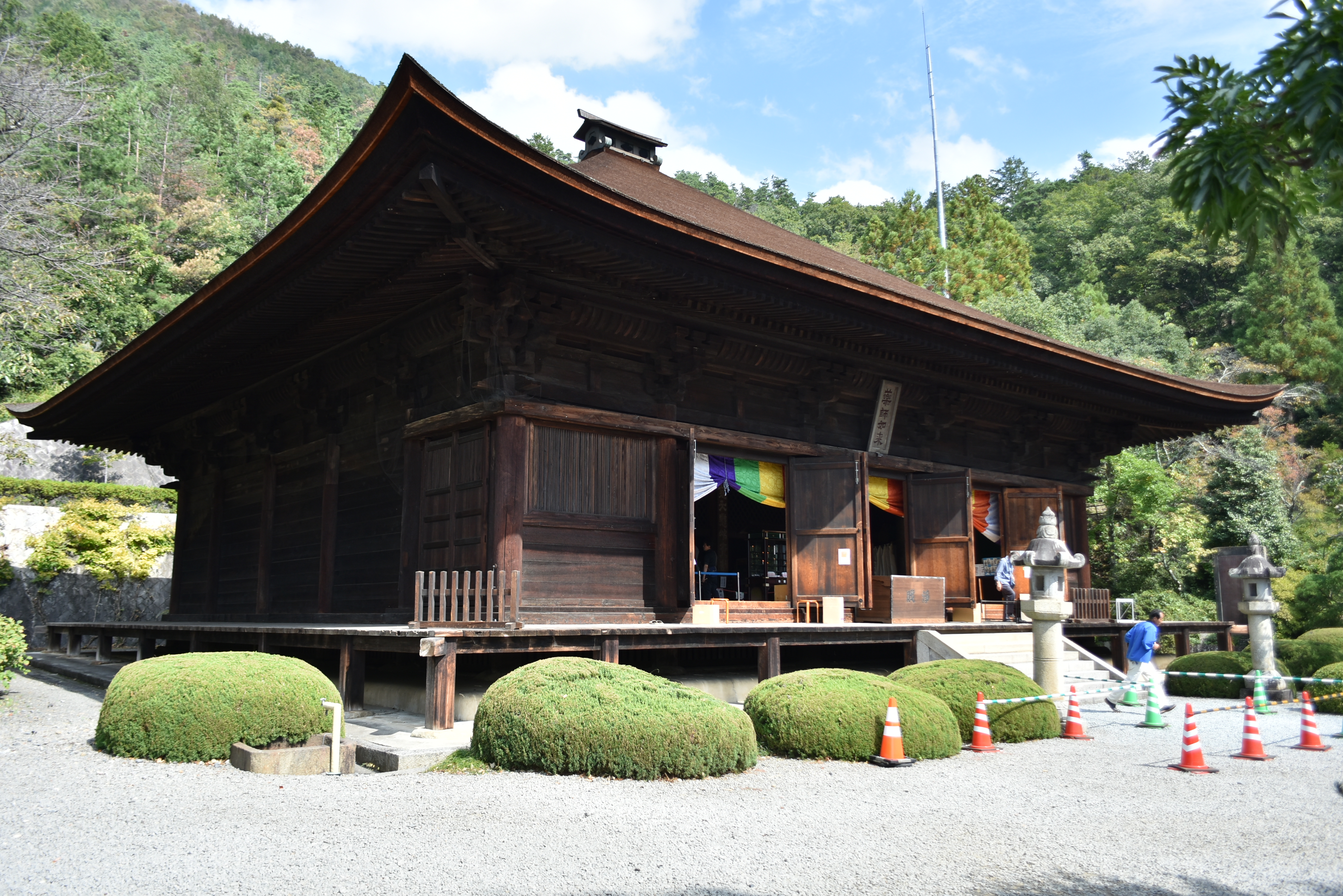
国宝の大善寺薬師堂

縄文時代中期の遺跡として、勝沼には釈迦堂遺跡群の文化圏に含まれる集落跡である宮之上遺跡がある。
甲府盆地東部は古代に仏教文化を先進的に受容した地域であるが、町域には古代豪族三枝氏の氏寺である大善寺をはじめとした古刹が分布する。また、柏尾山頂の柏尾山経塚は東国では早期の康正5年（1103年）銘をもつ鋳銅製経筒が発見されている経塚として知られる。

### 中世

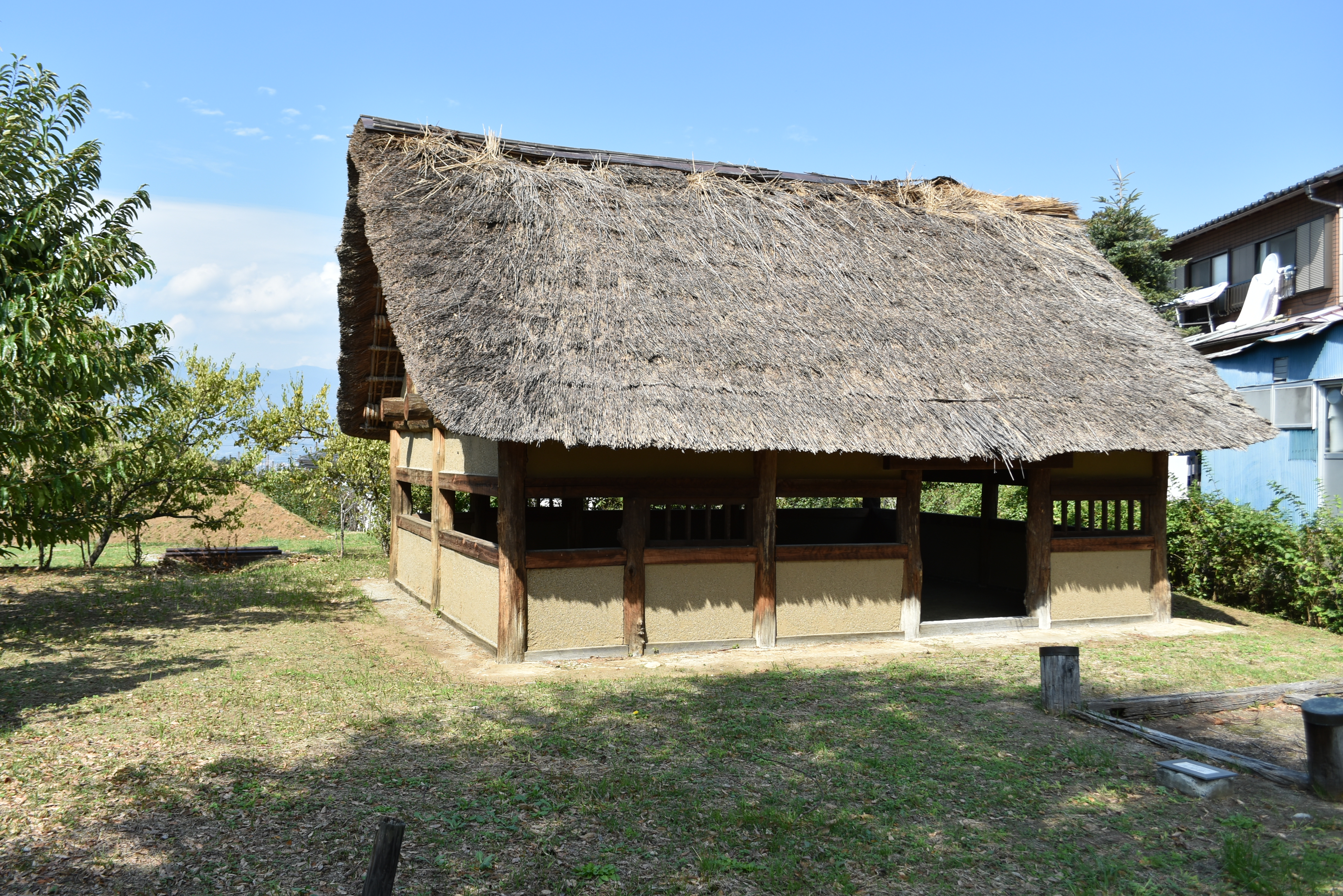
勝沼氏館跡家臣屋敷

中世には石和（笛吹市石和町）に本拠を置いた甲斐国守護・武田氏の所領があり、下岩崎には武田一族の分流で、戦国時代に武田信昌と守護代跡部氏の抗争において滅亡した岩崎氏の館跡がある。
町域には戦国期の武家居館である勝沼氏館が所在し、勝沼氏居館と中心とした町割が形成されている。勝沼氏居館は武田信虎が弟の信友を祖とする親族衆・勝沼氏の居館で、武田氏のが郡内領主の小山田氏を服従させると、郡内地方への目付として築造された館であるという。町域は甲州市塩山の黒川金山にも近く、近年には勝沼氏居館から金の加工に関わる金熔融物付着土器が出土していることも注目される。

### 近世
江戸時代に成立した九筋二領では、日川を境界に北部が山梨郡栗原筋に、南部が八代郡石和筋に属する。領主支配は江戸時代初期は各村とも幕府直轄領となり石和代官所支配になったと考えられているが、その後の変遷は各村で異なる。勝沼村は宝永2年（1705年）から甲斐一国が幕府直轄領化される享保9年（1724年）まで甲府藩領に属する。柏尾村は勝沼村に属するが大善寺領として独立していた。旗本領、甲府新田藩領、御三家・田安家領も存在している。小佐手村の大半は甲府勤番役知。
勝沼村には甲州街道の宿場である勝沼宿が設置される。「辻家文書」に拠れば、等々力村の万福寺では享保17年（1732年）から甲斐国では初となる富くじの興行が行われていたという。勝沼村・上岩崎村・下岩崎村・菱山村の四ヶ村では甲州葡萄の栽培が、「和漢三才図会」『裏見寒話』など地誌類においては梨や柿と共に甲斐特産の果樹の総称である「甲斐八珍果」のひとつとして挙げられている。
慶応4年（1868年）、大善寺付近において旧幕府方の近藤勇の率いる甲陽鎮撫隊が新政府板垣退助率いる征東軍に駆逐されて敗走している（甲州勝沼の戦い）。

### 近代
明治にも勝沼宿を中心に繁栄を続けた。1903年（明治36年）に中央本線が甲府駅まで開通するが、勝沼町に鉄道駅は設置されなかったため、東山梨郡における交通・経済的中心地は塩山に移った。その後、勝沼町でも駅設置運動が起こり、1913年（大正2年）には菱山に勝沼駅（現・勝沼ぶどう郷駅）が開設された。
江戸時代後期においてブドウ栽培は勝沼の一部でしか行われなかったが、明治初期の山梨県令・藤村紫朗の主導した殖産興業政策においては果樹栽培やワイン醸造業が奨励された。1877年（明治10年）には日本葡萄酒会社が設立され、フランスへも伝習生を派遣して醸造技術やワイン醸造に適した葡萄の栽培や品種改良に取り組んだ。明治時代には最先端のワイン醸造の技術を習得するため、高野正誠と土屋助次郎の2人がフランスに派遣された。明治20年代から明治30年代にはブドウ栽培農家も増加し、宮光園をははじめ多数の醸造会社も設立された。醸造用品種の品種改良や栽培技術の改良、販売方法など様々な試行錯誤が実施された。戦時下においては減反政策が行われたこともあったが、戦後に飛躍的に発展した。

### 現代
戦後は峡東地域における中核都市として発達し、ぶどうと勝沼ワインの大産地となった。品種としては甲州種などが栽培されている。
1996年（平成8年）にはぶどうの国資料館（後の勝沼町立図書館）が開館した。

### 行政区域の変遷
- 1889年（明治22年）7月1日 - 町村制の施行により、近世以来の勝沼村が東山梨郡勝沼村として発足。
- 1896年（明治29年）3月2日 - 勝沼村が町制施行して勝沼町が発足。
- 1942年（昭和17年）5月10日 - 勝沼町・等々力村が合併し、改めて勝沼町が発足。
- 1954年（昭和29年）4月5日 - 勝沼町・菱山村・東雲村・東八代郡祝村が合併し、改めて勝沼町が発足。
- 2005年（平成17年）11月1日 - 勝沼町・塩山市・大和村が合併し、甲州市が発足。同日勝沼町廃止。

## 行政

### 歴代町長
| 勝沼村等々力村連合戸長→勝沼町等々力村連合戸長 | 勝沼村等々力村連合戸長→勝沼町等々力村連合戸長 | 勝沼村等々力村連合戸長→勝沼町等々力村連合戸長 |
| 氏名                                          | 就任日                                        | 退任日                                        |
| --------------------------------------------- | --------------------------------------------- | --------------------------------------------- |
| 吉沢儀                                        | 1889年（明治22年）8月10日                     | 1913年（大正2年）8月16日                      |
| 勝沼町外1ヶ村組合長                           |                                               |                                               |
| 富田景義                                      | 1914年（大正3年）3月6日                       | 1922年（大正11年）3月5日                      |
| 田中菫策                                      | 1922年（大正11年）3月6日                      | 1926年（昭和元年）12月20日                    |
| 田中慶重                                      | 1927年（昭和2年）10月14日                     | 1931年（昭和6年）1月19日                      |
| 萩原平光                                      | 1931年（昭和6年）6月1日                       | 1935年（昭和10年）11月9日                     |
| 山本正作                                      | 1935年（昭和10年）11月13日                    | 1938年（昭和13年）7月10日                     |
| 原竹一郎                                      | 1938年（昭和13年）8月2日                      | 1940年（昭和15年）3月1日                      |
| 早川貫一                                      | 1940年（昭和15年）5月28日                     | 1942年（昭和17年）5月9日                      |
| 勝沼町長                                      |                                               |                                               |
| 早川貫一                                      | 1942年（昭和17年）8月20日                     | 1946年（昭和21年）11月19日                    |
| 萩原平光                                      | 1947年（昭和22年）4月10日                     | 1950年（昭和10年）5月25日                     |
| 小林行男                                      | 1950年（昭和25年）6月29日                     | 1954年（昭和29年）5月4日                      |

## 交通

### 鉄道

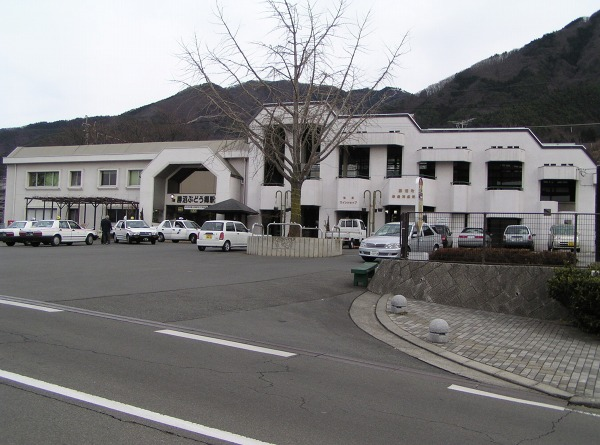
勝沼ぶどう郷駅

- 東日本旅客鉄道
  - 中央本線：勝沼ぶどう郷駅

### 道路
- 高速道路
  - 中央自動車道：勝沼IC
- 一般国道
  - 国道20号
  - 国道411号

## 娯楽
- 勝沼劇場 - 富町にあった劇場・映画館[8]。1880年（明治13年）の『山梨県誌』には勝富座として掲載されている[8]。1922年（大正11年）1月7日に建て替えられて勝沼座となり、芝居や浪花節の興行を行った[8]。やがて映画も上映されるようになり、戦後には文化映画劇場に改称した[8]。かつては桟敷席だったが、やがて椅子席に改修している[9]。1959年（昭和34年）4月1日、渡辺五郎の富士吉田興行株式会社が経営者となり、勝沼劇場に改称した[8]。東映・日活・東宝・外映の作品を上映した[8]。『映画館名簿』には1963年（昭和38年）まで掲載されている。
- 勝沼武蔵野館 - 仲町にあった映画館[8]。1957年（昭和32年）4月、仲町の商店主有志が中心となって設立された[8]。社長は海沼博であり、支配人は奥山重雄だった[8]。大映・松竹・新東宝・外映などの作品が中心に上映した[8]。『映画館名簿』には1963年（昭和38年）まで掲載されている。

## 勝沼町が登場する作品
テレビドラマ
- TBS 花王愛の劇場『幻の花嫁』1979年放送

漫画
- 川原泉『美貌の果実』